# Distrito electoral federal 37 del estado de México
El XXXVII Distrito Electoral Federal del Estado de México es uno de los 300 distritos electorales en los que se encuentra dividido el territorio de México para la elección de diputados federales y uno de los 40 en los que se divide el Estado de México. Su cabecera es la ciudad de Cuautitlán.
El territorio del XXXVII Distrito Electoral está conformado por la totalidad de los municipios de Jaltenco, Melchor Ocampo y Tonanitla, el exclave norte de Tultitlán, un pequeño sector del extremo norte de Ecatepec y aproximadamente un tercio oriental del de Cuautitlán.
El Distrito XXXVII fue creado por el proceso de redistritación llevado a cabo en 2005 por el Instituto Federal Electoral, por lo que únicamente ha elegido diputado federal en 2006 a la LX Legislatura.

## Diputados por el distrito
- LX Legislatura
  - (2006 - 2009): Francisco Santos Arreola (PRD)
- LXI Legislatura
  - (2009 - 2012): Israel Reyes Ledesma Magaña (PRI)

## Resultados electorales

### 2009
|  | 17.62 % |

|  | 39.75 % |

|  | 18.65 % |

|  | 14.23 % |

|  | 3.77 % |

|  | 1.18 % |

|  | 0.17 % |

|  | 4.64 % |

|  | 100.00 % |

### 2006
|  | 24.39 % |

|  | 21.40 % |

|  | 35.61 % |

|  | 7.34 % |

|  | 3.52 % |

|  | 5.57 % |

|  | 2.18 % |

|  | 100.00 % |